# Actia schineri
Actia schineri är en tvåvingeart som först beskrevs av Gabriel Strobl 1895.  Actia schineri ingår i släktet Actia och familjen parasitflugor.
Artens utbredningsområde är Österrike. Inga underarter finns listade i Catalogue of Life.